# اتیل آزید
اتیل آزید (به انگلیسی: Ethyl azide) با فرمول شیمیایی C۲H۵N۳ یک ترکیب شیمیایی با شناسه پاب‌کم ۷۹۱۱۸ است. که جرم مولی آن ۷۱٫۰۸ g/mol می‌باشد. شکل ظاهری این ترکیب، مایع است.